# Almroth Wright

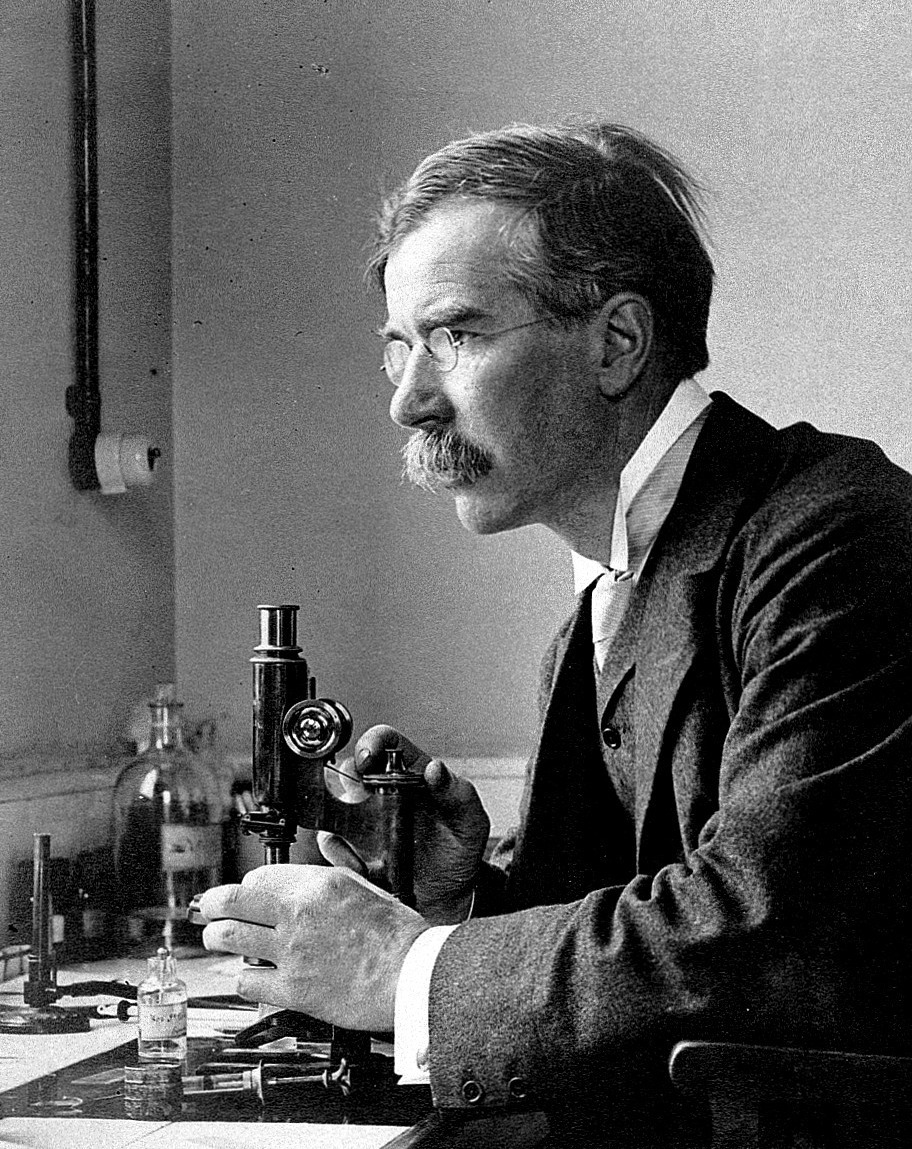
Almroth E. Wright, um 1900

Sir Almroth Edward Wright (* 10. August 1861 in Middleton Tyas, Yorkshire; † 30. April 1947 in Farnham Common, Buckinghamshire) war ein britischer Mikrobiologe, Pathologe und Immunologe. Um 1897 begründete er die Schutzimpfung gegen Abdominaltyphus.

## Leben
Wright studierte Medizin am Trinity College Dublin (Abschluss 1883). Er setzte seine Ausbildung auf dem Kontinent an den Universitäten von Leipzig, Marburg und Straßburg fort, lehrte an verschiedenen Universitäten und war ab 1892 Professor für Pathologie an der Army Medical School in Netley.

## Forschung
Typhusepidemien waren in der britischen Armee ein großes Problem zu einer Zeit, als Infektionskrankheiten regelmäßig in der britischen Armee mehr Soldaten töteten als die direkte Feindeinwirkung. Wright entwickelte 1896/1897 einen Impfstoff gegen Typhus mit abgetöteten Bakterien, den er an Truppen (3000 Soldaten) in Indien testete. Er schlug 1899 eine Massenimpfung  britischer Truppen im Burenkrieg mit dem Impfstoff vor, stieß aber auf erheblichen Widerstand und konnte nur 14.000 Freiwillige impfen. Als Ergebnis kam es im Burenkrieg zu verheerenden Typhusepidemien unter den britischen Truppen mit 58.000 Erkrankten und 9.000 Toten.
Auch unter britischen Medizinern war die Impfung damals umstritten und Wright lieferte sich mit dem berühmten Statistiker Karl Pearson im British Medical Journal eine heftige Auseinandersetzung über den Wert der Impfung, bevor dann ein groß angelegter Versuch im Burenkrieg den Erfolg deutlich machte. Im Ersten Weltkrieg wurde in der britischen Armee in großem Umfang gegen Typhus geimpft als einzige der beteiligten Armeen. Wright selbst war während des Ersten Weltkriegs bei den britischen Truppen in Frankreich, um Wundinfektionen zu studieren.
1902 verließ er die britische Armee und wurde Professor für Pathologie am St. Mary’s Hospital in London. Er forschte dort über Opsonine und entwickelte einen Impfstoff gegen Lungenentzündung. 1946 ging er in den Ruhestand.

## Auszeichnungen
Wright wurde für seine Verdienste um die Typhusimpfung 1906 als Knight Bachelor geadelt. 1917 erhielt er die Buchanan Medal. 1919 wurde er zum Knight Commander des Order of the British Empire geschlagen. Am 30. Dezember 1918 wurde er als korrespondierendes Mitglied in die Académie des sciences aufgenommen.